# Branislav Kubica
Branislav Kubica (* 2. ledna 1965) je bývalý slovenský fotbalista, záložník.

## Fotbalová kariéra
V československé lize hrál za Inter Bratislava. Nastoupil v 68 ligových utkáních a dal 6 gólů. V Poháru UEFA nastoupil ve 4 utkáních a dal 1 gól. Ve druhé nejvyšší soutěži hrál i za SH Senica.

## Ligová bilance
| Ročník                                      | Zápasy | Góly |                  |
| ------------------------------------------- | ------ | ---- | ---------------- |
| 1. slovenská národní fotbalová liga 1984/85 | 3      | 0    | SH Senica        |
| 1. slovenská národní fotbalová liga 1986/87 | 17     | 3    | SH Senica        |
| 1. slovenská národní fotbalová liga 1987/88 | 27     | 6    | SH Senica        |
| 1. slovenská národní fotbalová liga 1988/89 | 27     | 4    | SH Senica        |
| 1. československá fotbalová liga 1990/91    | 28     | 4    | Inter Bratislava |
| 1. československá fotbalová liga 1991/92    | 28     | 2    | Inter Bratislava |
| 1. československá fotbalová liga 1992/93    | 2      | 0    | Inter Bratislava |
| 1. československá fotbalová liga 1992/93    | 10     | 0    | SSK Vítkovice    |
| CELKEM 1. liga                              | 68     | 6    |                  |